# مياخاداس

شعار البلدية.

بلدية مياخاداس (بالإسبانية: Miajadas)‏، هي بلدية تقع في مقاطعة قصرش والتي تقع في منطقة إكستريمادورا، غرب إسبانيا.
يبلغ عدد سكانها 10.151 نسمة وفقاً لإحصائية سنة (2007). وتبلغ مساحتها 121 كم2،و بذلك تكون الكثافة السكانية 83.89 نسمة/كم2. يبلغ ارتفاعها 297 م عن سطح البحر.

## وصلات خارجية
- موقع رسمي